# Mircea Fechet
Mircea Fechet (n. 1 iulie 1980, Bacău, România) este un politician și ministru român.